# Rio Formoso (vattendrag i Brasilien, Rondônia)
Rio Formoso är ett vattendrag i Brasilien.   Det ligger i delstaten Rondônia, i den västra delen av landet, 1 900 km väster om huvudstaden Brasília.
I omgivningarna runt Rio Formoso växer i huvudsak städsegrön lövskog. Runt Rio Formoso är det glesbefolkat, med 9 invånare per kvadratkilometer.